# Sypów
Sypów – wieś w Polsce położona w województwie świętokrzyskim, w powiecie pińczowskim, w gminie Działoszyce.
| SIMC    | Nazwa     | Rodzaj    |
| ------- | --------- | --------- |
| 0237720 | Wodny Dół | część wsi |
| 0237736 | Wodonica  | część wsi |

W latach 1975–1998 miejscowość administracyjnie należała do województwa kieleckiego.